# Grazia Zafferani
Grazia Zafferani (31 de diciembre de 1972) es una política sanmarinense y, junto con Alessandro Mancini, ex capitana regente de San Marino. Ocupó el cargo desde el 1 de abril de 2020 hasta el 1 de octubre de 2020.
Forma parte del partido Movimiento RETE. 

## Biografía
Zafferani trabajó como empresaria en el campo de la ropa y luego permaneció en el campo del comercio. Está casada y es madre de cuatro hijas. También se convirtió en miembro fundadora y en la primera presidenta del Movimiento RETE en 2012 y ha sido miembro del Gran Consejo General durante tres elecciones consecutivas desde 2013.
Es nieta de Luigi Zafferani, quien se desempeñó como Capitán Regente en 1947, y sobrina de Rossano Zafferani, quien ocupó el mismo cargo en 1987-1988.